# Omalotettix chapadensis
Omalotettix chapadensis är en insektsart som beskrevs av Bruner, L. 1908. Omalotettix chapadensis ingår i släktet Omalotettix och familjen gräshoppor. Inga underarter finns listade i Catalogue of Life.